# Кастроново-ді-Січилія
Кастроново-ді-Січилія (італ. Castronovo di Sicilia, сиц. Castrunovu) — муніципалітет в Італії, у регіоні Сицилія,  метрополійне місто Палермо.
Кастроново-ді-Січилія розташоване на відстані близько 480 км на південь від Рима, 55 км на південний схід від Палермо.

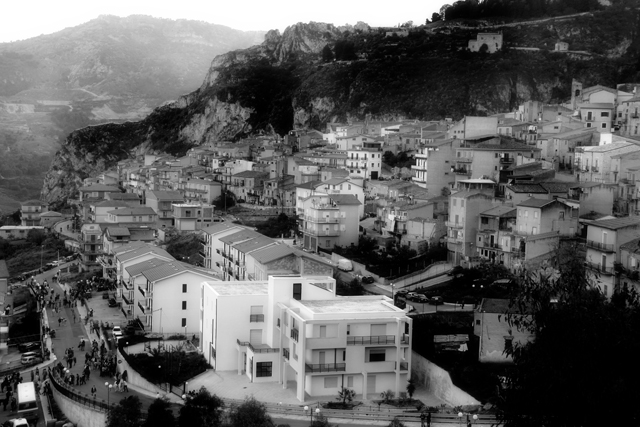

Населення — 3133 особи (2014).
Покровитель — San Vitale.

## Демографія
Населення за роками:

Станом на 1 січня 2023 року в муніципалітеті офіційно проживало 36 іноземців з 14 країн, серед них 13 громадян країн Євросоюзу.

## Сусідні муніципалітети
- Алія
- Бівона
- Каммарата
- Леркара-Фридді
- Палаццо-Адріано
- Прицці
- Роккапалумба
- Санто-Стефано-Куїскуїна
- Склафані-Баньї
- Валлелунга-Пратамено